# 2000년 동해안 산불

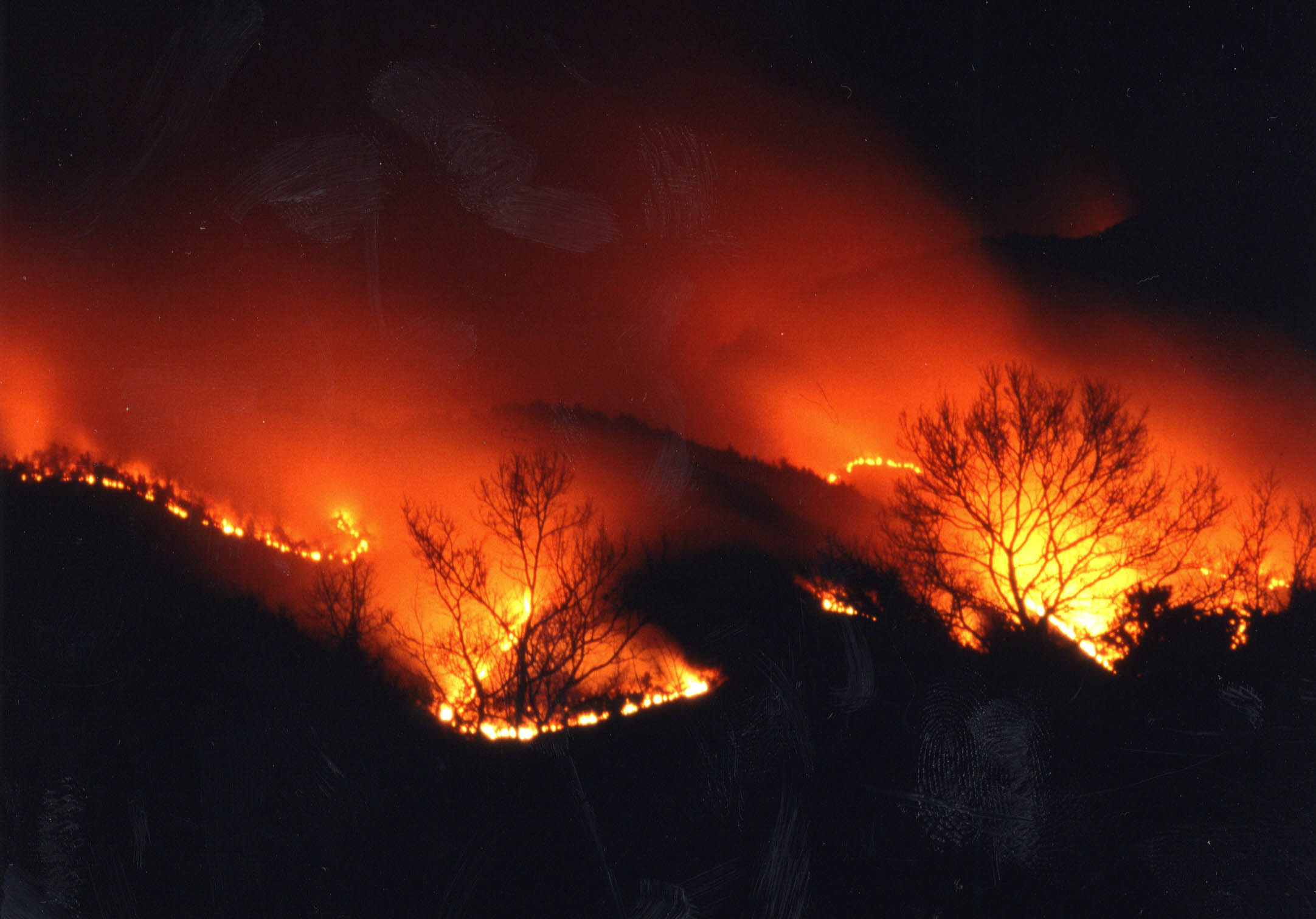
2000년 4월 강원도 고성군 동해안 산불

동해안 산불은 2000년 4월 7일 대한민국 강원도 고성군 토성면에서 발화하여 4월 15일까지 191시간 동안 계속된 산불로 강원도 고성군과 삼척시, 동해시, 강릉시, 경상북도 울진군 일대의 산림 23,794 헥타르를 태우고 850여 명의 이재민을 발생시킨 초대형 산불이다.

## 피해 규모
- 건물: 101동 소실
- 인명 피해: 2명 사망, 15명 부상
- 이재민: 390여 가구 850여 명
- 산림: 23,794 헥타르
- 추정 금액: 360여억 원

## 같이 보기
- 2019년 강원도 산불
- 2022년 동해안 산불